# Bruno Blau
Bruno Blau (geboren 10. September 1881 in Marienwerder, Westpreußen, Deutsches Reich; gestorben 21. August 1954 in Freiburg im Breisgau) war ein deutscher Sozialstatistiker.

## Leben

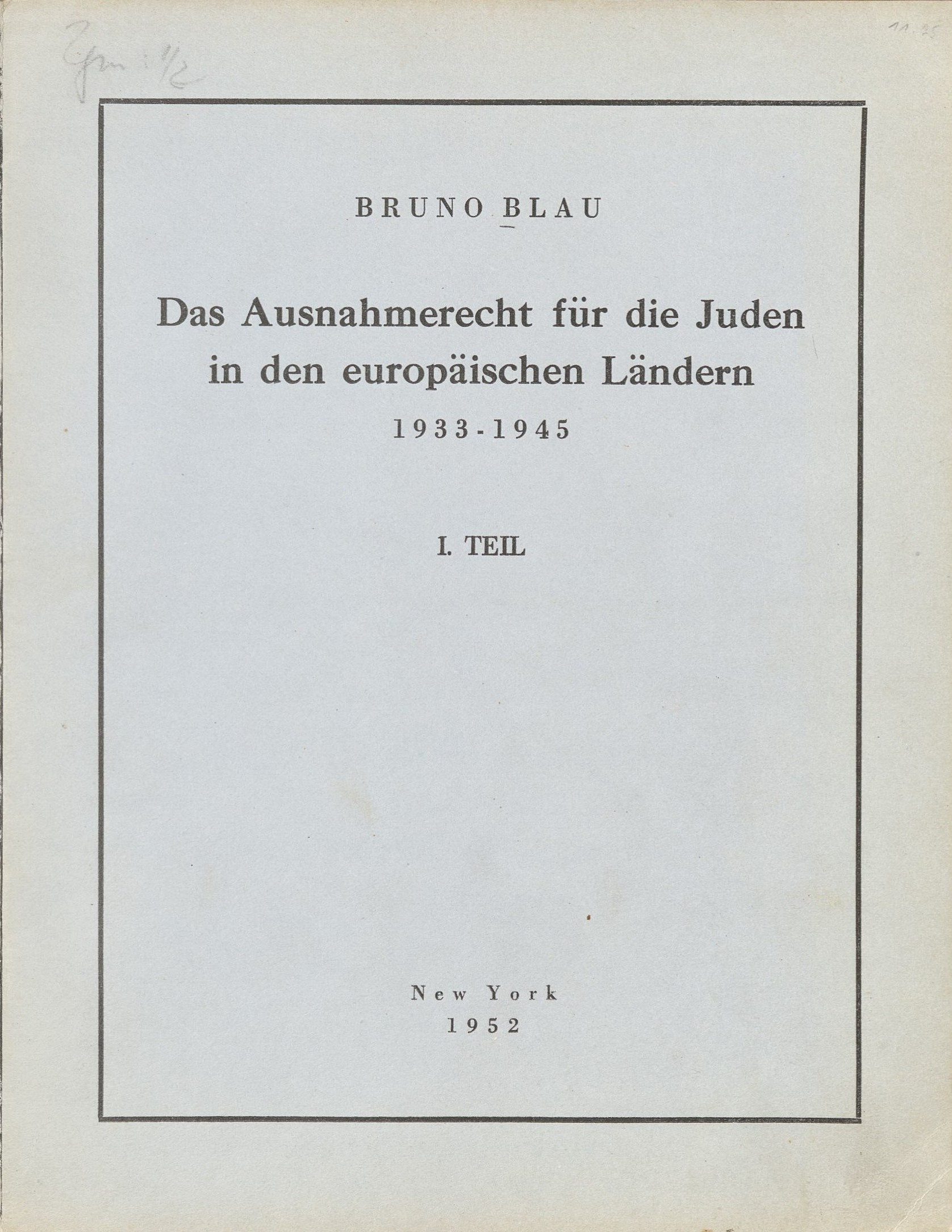
I. Teil Deutschland (ms.) (1952)

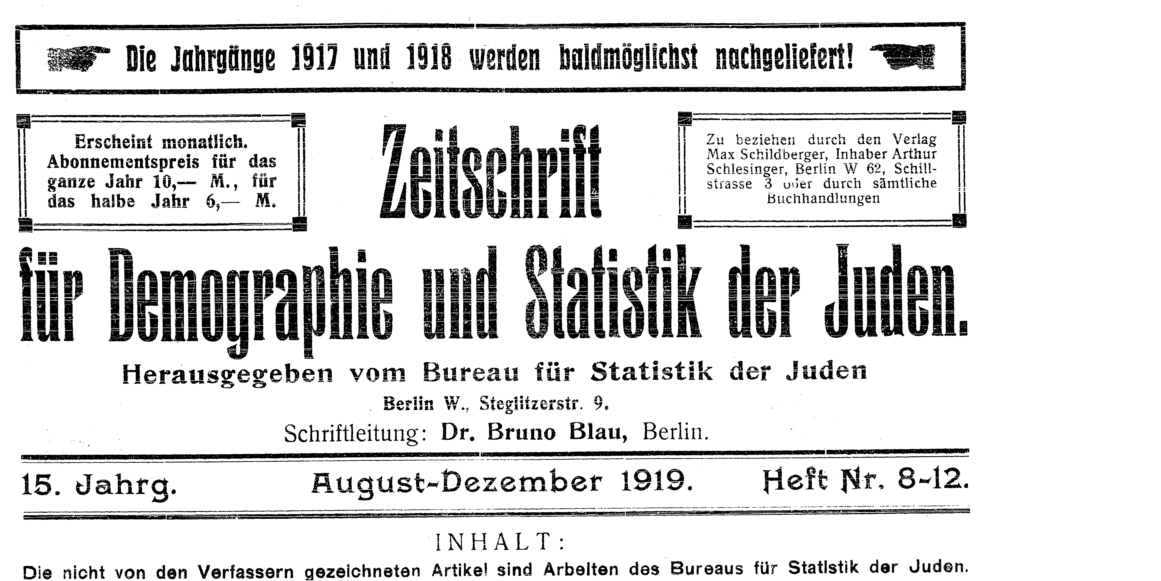
Bruno Blau bis 1919 als Herausgeber der Zeitschrift für Demographie und Statistik der Juden

Bruno Blau war ein Sohn des jüdischen Kaufmanns Leopold Blau und der Pauline Levy und Enkel eines Marienwerder Magistratsmitglieds und Ehrenbürgers. Er besuchte das Königliche Gymnasium Marienwerder.
Blau studierte Jura in Berlin und Leipzig und wurde 1903 in Freiburg im Breisgau promoviert. Er wurde Mitglied im B’nai B’rith und in der Montefiore-Loge. Während des Referendariats in Culmsee erstellte er seine erste kriminalstatistische Arbeit, die bei Franz von Liszt in Berlin publiziert wurde. Blau wurde 1908 als Rechtsanwalt in Berlin zugelassen, erhielt aber aus antisemitischen Gründen erst 1919 die Zulassung als Notar. 1914 meldete er sich freiwillig als Soldat und musste daher seine Anwaltspraxis zwischenzeitlich aufgeben. Er heiratete 1916 die Katholikin Julianna Majewski (1889–1970), sie wohnten in der Sybelstraße und zogen 1932 nach Nowawes.
Blau schloss sich bei dessen Gründung durch Alfred Nossig dem Berliner „Verein für jüdische Statistik“ an und gehörte seit 1907 zu dessen Vorstand. Er arbeitete Teilzeit im damit verbundenen Bureau für Statistik der Juden und wurde 1909 als Nachfolger von Arthur Ruppin Leiter des Forschungsinstituts und Herausgeber der „Zeitschrift für Demographie und Statistik der Juden“. Nachdem die Zeitschrift 1920 aus wirtschaftlichen Gründen das Erscheinen eingestellt hatte, wurde 1923 Jacob Segall sein Nachfolger.
Offenbar weil ihn seine berufliche Tätigkeit als Rechtsanwalt zunehmend in Anspruch nahm, schränkte er die statistische Arbeit ab Anfang der 1920er Jahre ein. Blau war Mitglied der nationalliberalen DVP, bis diese 1925 mit der DNVP Paul von Hindenburg ins Reichspräsidentenamt verhalf. Bei den Reichstagswahlen im November 1932 gab er seine Stimme der SPD.
Nach der Machtergreifung der Nationalsozialisten 1933 musste Blau als Jude aus seiner Anwaltssozietät mit einem „Arier“ ausscheiden und ein eigenes Anwaltsbüro eröffnen. Seine Zulassung als Notar wurde ihm 1936 entzogen, und er war weitgehend ohne Klienten. Blau versuchte in Polen und in der Tschechoslowakei Aufträge zu generieren, allerdings erfolglos. Da ihm in Berlin Unregelmäßigkeiten mit Mandantengeldern vorgeworfen wurden, konnte er 1936 aus Karlsbad nicht mehr zurückkehren. Seine Mutter und Frau folgten ihm in die ČSR, und sein Eigenheim in Potsdam wurde zwangsversteigert.
Nach der deutschen Besetzung der Tschechoslowakei im März 1939 wurde er im Juni 1939 von der deutschen Polizei aufgegriffen, und es wurde ihm in Berlin wegen Untreue, Betrug und Urkundenfälschung der Prozess gemacht. Er wurde 1940 zu drei Jahren Gefängnis verurteilt und im Strafgefängnis Tegel inhaftiert. 1942 wurde er wegen einer Erkrankung in die von der Gestapo kontrollierte Haftabteilung des Jüdischen Krankenhauses Berlin verlegt. Dort wurde eine Krebserkrankung diagnostiziert, die eine langwierige Strahlentherapie nach sich zog. Er blieb, solange er im Krankenhaus in Behandlung war, von der Deportation in ein Vernichtungslager ausgenommen und überlebte somit den Holocaust.
Blau und seine Frau emigrierten nach Kriegsende im März 1947 in die USA, sie waren mittellos, und er wurde erst im Mai 1948 mit einer Arbeitsbeschaffungsmaßnahme der United Service for New Americans (USNA) für zwei Jahre als Hilfsarbeiter beim YIVO in New York beschäftigt. In der anschließenden Zeit der Arbeitslosigkeit konnte er den Teil 1 von Das Ausnahmerecht für die Juden in den europäischen Ländern abschließen und in Druck bringen. Die von Blau druckfertig erarbeitete Statistik Die Entwicklung der jüdischen Bevölkerung in Deutschland blieb beim Humanitas-Verlag von Karl Marx, für dessen Jüdisches Gemeindeblatt Blau Artikel schrieb, liegen und auch das Yivo sah sich nicht in Lage, den aufwendigen Tabellendruck zu finanzieren, einzig Hans Lamm hatte für seine Dissertation an der Universität Erlangen Einblick in das Zahlenwerk genommen. Einige Teile publizierte Blau dann noch in Zeitschriftenbeiträgen.
Blau konnte in New York nicht Fuß fassen, kehrte 1954 mit seiner Frau nach Deutschland zurück und wollte sich an seinem Studienort Freiburg niederlassen, als er an den Folgen seiner sechsjährigen Haft starb. Er wurde dort auf dem Jüdischen Friedhof beerdigt. Julianna Blau erstritt sich eine Wiedergutmachungsrente, lebte in Freiburg und starb 1970 in Rottweil im Vinzenz-von-Paul-Hospital.

## Schriften (Auswahl)
- Verantwortlichkeit für fremdes Verschulden nach dem Bürgerlichen Gesetzbuch. F. Siemenroth, Berlin 1902.
- Kriminalstatistische Untersuchungen der Kreise Marienwerder und Thorn: zugleich ein Beitrag zur Methodik kriminalstatistischer Untersuchungen. Guttentag, Berlin 1903 (Abhandlungen des Kriminalistischen Seminars an der Universität Berlin, Neue Folge; 2,2).
- Die Kriminalität der deutschen Juden. Lamm, Berlin 1906.
- Ibn Asrak (Pseudonym): An den Rand geschrieben. Erinnerungen aus einer bewegten Zeit. Courrier Diplomatique, Prag u. a. 1938, bei: Unibib Frankfurt.
- Die Entwicklung der Jüdischen Gemeinde Berlin. In: Der Weg, Jg. 1 (1946), Nr. 5, 29. März 1946, S. 3.
- Das Ausnahmerecht für die Juden in den europäischen Ländern 1933–1945. I. Teil Deutschland. New York, 1952
  - Hans Erich Fabian[1] (Hrsg.): Das Ausnahmerecht für die Juden in Deutschland 1933–1945. Düsseldorf 1954 (postum)
- Die Mischehe im Nazireich. In: Judaica – Beiträge zum Verständnis des jüdischen Schicksals in Vergangenheit und Gegenwart Band 4 (Zwingli-Verlag Zürich), 1948, S. 46–57. DOI: https://doi.org/10.5169/seals-961145
- Bruno Blau: [Auszug aus „Vierzehn Jahre Not und Schrecken“, über seine Haft im Jüdischen Krankenhaus Berlin]. In: Monika Richarz (Hrsg.): Jüdisches Leben in Deutschland, Bd. III: Selbstzeugnisse zur Sozialgeschichte 1918–1945. DVA, Stuttgart 1982, S. 459–475.
- Die Kriminalität in Deutschland während des zweiten Weltkriegs. In: Zeitschrift für die gesamte Strafrechtswissenschaft, Bd. 64 (1952), S. 31–80.